# Vicente Pérez Moreda
Vicente Pérez Moreda (Segovia, 24 de noviembre de 1948) es un historiador español. Es catedrático de Universidad Complutense de Madrid (UCM), en el Departamento de Historia e Instituciones Económicas II. Además, es académico de número de la Real Academia de la Historia desde 2005.

## Trayectoria
Se licenció en historia por la Universidad de Salamanca en 1972, doctorándose en la Universidad Complutense de Madrid (UCM) en 1977, siendo su director de la tesis Gonzalo Anes Álvarez.
Especializado en la historia demográfica española, y en particular en temas como la mortalidad, la higiene, la salud y la epidemiología histórica.
Comenzó su carrera como profesor en la Universidad Complutense de Madrid (UCM), así como un año en la UNED. Fue elegido catedrático de la UCM y de CUNEF.
Ha sido profesor visitante en las universidades de Berkeley, Cambridge y Bolonia, y en la École des Hautes Études en Sciences Sociales de París.

## Real Academia de la Historia
Vicente Pérez Moreda fue elegido académico de número de la Real Academia de la Historia por unanimidad en junio de 2005, ocupando la vacante dejada por Felipe Ruiz Martín (1915-2004), el que fuera el primer catedrático de historia económica de la universidad española, tras una candidatura avalada por los académicos José Alcalá-Zamora (1939-), José Antonio Escudero (1936-) y Luis Miguel Enciso (1930-).

## Obras relevantes
- Las crisis de mortalidad en la España interior (siglos XVI al XIX)
- Demografía histórica en España
- Expostos e ilegitemos na realidade iberica do seculo xvi au presente.